# Saxnot
Saxnot również Seaxnēat lub Saxnōt – w mitologii anglosaskiej  legendarny protoplasta plemienia Sasów. Był to prawdopodobnie czczony także przez nordów bóg Tyr
Imię to jest wspomniane w dwóch źródłach:
- kronika anglosaska i zawarta w niej genealogia władców Esseksu, sporządzona w Wesseksie w IX wieku, przechowywana w British Library – według niej od Seaxneta wywodzić miał się ród założyciela Królestwa Essex – Aescwine[2].
- opis obrzędów, którym poddawać się mieli Sasi przed chrztem – musieli się wyrzec swoich dawnych bogów. Seaxnet (Towarzysz Saksów) wymieniony jest w tym dokumencie z Odynem i Thorem – najpotężniejszymi bogami w mitologii germańskiej. Z tego powodu część badaczy utożsamia go z Tyrem. Dokument, znany pod nazwą Old Saxon Baptismal Vow, przechowywany jest w Archiwum Watykańskim[3].